# Nogueira da Regedoura
Pour les articles homonymes, voir Nogueira.
Nogueira da Regedoura est une paroisse civile portugaise (en portugais : freguesia) de la municipalité de Santa Maria da Feira dans le district d'Aveiro.

## Géographie
Nogueira da Regedoura est située au nord-ouest de la municipalité de Santa Maria da Feira, à la limite avec Vila Nova de Gaia (au nord) et Espinho (à l'ouest).
Un échangeur entre l'autoroute A1 (Porto-Lisbonne) et l'autoroute A41 (périphérique de l'agglomération de Porto) se trouve sur un territoire.

## Histoire
Les origines de la paroisse semblent remonter au XIe siècle.
Nogueira da Regedoura est rattachée à la municipalité d'Espinho de 1889 à 1928, année où elle retrouve Santa Maria da Feira.

## Démographie
Lors du recensement de 2021, Nogueira da Regedoura compte 5 723 habitants.